# Adélia Prado

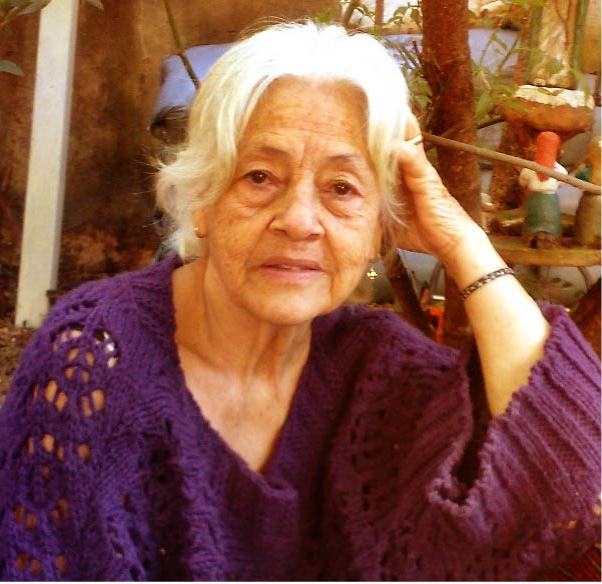
Adélia Prado (2014)

Adélia Luzia Prado Freitas (geboren 13. Dezember 1935 in Divinópolis) ist eine brasilianische Schriftstellerin.

## Leben
Adélia Luzia Prado besuchte die Schule in ihrem Geburtsort. Nach einem Philosophiestudium an der Faculdade de Filosofia, Ciências e Letras de Divinópolis arbeitete sie 24 Jahre lang als Lehrerin. Ihre ersten Gedichte begann sie in Zeitungen in ihrer Heimatstadt zu veröffentlichen. 1969 erschien ihr erstes Buch A Lapinha de Jesus. 1976 veröffentlichte sie ihre erste Gedichtsammlung in Bagagem. Für den Gedichtband O coração disparado (1978) erhielt sie den Jabuti-Preis in der Kategorie Dichtung. 1980 erschien ihr erster Roman Cacos para um vitral und im Jahr 2006 ihr erstes Kinderbuch Quando eu era pequena. 2014 wurde sie für ihr Lebenswerk mit dem Griffin Poetry Prize ausgezeichnet.
Prado heiratete 1958 und hat mit ihrem Mann José Assunção de Freitas fünf Kinder.

## Werke (Auswahl)
- Bagagem (1976)
- O coração disparado (1977)
- Solte os cachorros (1979)
- Cacos para um vitral (1980), alle beim Verlag Record erschienen.